# Hugo von Pohl
Hugo von Pohl (ur. 25 sierpnia 1855 we Wrocławiu (Breslau), zm. 23 lutego 1916 w Berlinie) – niemiecki oficer marynarki, admirał dowodzący Hochseeflotte w czasie I wojny światowej.

## Życiorys
Hugo von Pohl urodził się we Wrocławiu w ówczesnym pruskim Śląsku. Do Kaiserliche Marine wstąpił w 1872 roku. W latach 1900−1901 brał udział w międzynarodowej interwencji w Chinach, wysłanej w celu stłumienia powstania bokserów, dowodząc krążownikiem pancernopokładowym SMS „Hansa”.
Znany jako zdolny taktyk i dowódca, Hugo von Pohl zdobył uznanie admirała Alfreda von Tirpitza. Dzięki jego poparciu szybko awansował, uzyskując w 1913 roku pruski tytuł szlachecki, promocję do rangi admirała (Admiral) i stanowisko szefa sztabu marynarki. Po wybuchu I wojny światowej został orędownikiem prowadzenia wojny głównie przy użyciu lekkich sił nawodnych i U-Bootów.
Po przegranej bitwie na Dogger Bank Hugo von Pohl zastąpił 2 lutego 1915 roku zdymisjonowanego decyzją cesarza Wilhelma II dotychczasowego dowódcę Hochseeflotte, admirała Friedricha von Ingenohla. Ograniczony cesarskimi rozkazami o nienarażaniu własnych wielkich okrętów na starcie z jednostkami Royal Navy, przesunął ciężar działań na agresywniejsze użycie okrętów podwodnych i sił lekkich. Hugo von Pohl zdecydował o rozpoczęciu nieograniczonej wojny podwodnej przeciwko Wielkiej Brytanii, wstrzymanej dopiero po zatopieniu transatlantyku RMS "Lusitania" w maju 1915 roku, z obawy przed możliwymi negatywnymi reakcjami opinii publicznej w Stanach Zjednoczonych.
Chory na nowotwór wątroby Hugo von Pohl ustąpił ze stanowiska w styczniu 1916 roku, zastąpiony przez admirała Reinharda Scheera. Wkrótce potem, 23 lutego 1916 roku, zmarł w szpitalu w Berlinie.

## Odznaczenia
Odznaczenia admirała von Pohla to między innymi:
- Order Orła Czerwonego I klasy z liśćmi dębu
- Order Orła Czerwonego III klasy ze wstęgą i i koroną
- Order Królewski Korony I klasy z mieczami na pierścieniu
- Order Królewski Korony II klasy z mieczami
- Krzyż Żelazny I klasy
- Krzyż Żelazny II klasy
- Odznaka za Służbę Wojskową
- Komandor II klasy Orderu Zasługi Filipa Wspaniałomyślnego (Hesja)
- Krzyż Wielki Orderu Gryfa (Meklemburgia)
- Krzyż Wielki Orderu Sokoła Białego (Saksonia-Weimar)
- Kawaler I klasy Orderu Ernestyńskiego (Saksonia)
- Order Podwójnego Smoka III stopnia I klasy (Chiny)
- Komandor II stopnia Orderu Danebroga (Dania)
- Oficer Legii Honorowej (Francja)
- Komandor Orderu Łaźni (Wielka Brytania)
- Złote Promienie ze Wstęgą Orderu Świętego Skarbu (Japonia)
- Komandor Orderu Świętego Olafa (Norwegia)
- Krzyż Wielki Orderu Leopolda (Austro-Węgry)
- Kawaler Orderu Korony Żelaznej II klasy z dekoracją wojenną (Austro-Węgry)
- Komandor Orderu Franciszka Józefa (Austro-Węgry)
- Komandor Orderu Avis (Portugalia)
- Order Świętej Anny II klasy (Imperium Rosyjskie)
- Order Świętego Stanisława I klasy (Imperium Rosyjskie)
- Order Świętego Stanisława II klasy z gwiazdą i mieczami (Imperium Rosyjskie)
- Komandor I klasy Orderu Miecza (Szwecja)
- Order Medżydów II klasy (Imperium Osmańskie)